# 铂涛集团
铂涛集团的前身是7天酒店，2005年7天酒店创立、2009年在纽交所上市、2013年退市并成立铂涛集团，同时推出多个品牌。现为锦江国际集团旗下上海锦江国际酒店发展股份有限公司的成员企业。
铂涛集团旗下酒店品牌包括7天酒店、H12、AMERON、希岸、喆啡、麓枫、潮漫、ZMAX、非繁城品、希尔顿欢朋酒店（中国大陆区，与希尔顿全球酒店集团合营）、IU、派。